# Boss Peak
Boss Peak är en bergstopp i Antarktis. Den ligger i Östantarktis. Nya Zeeland gör anspråk på området. Toppen på Boss Peak är 2 170 meter över havet, eller 601 meter över den omgivande terrängen. Bredden vid basen är 6,3 km.
Terrängen runt Boss Peak är platt åt nordväst, men åt sydost är den kuperad. Trakten är obefolkad. Det finns inga samhällen i närheten.